# مايكل جنكينز
مايكل جنكينز (بالإنجليزية: Michael Jenkins)‏ هو لاعب كرة قدم كندية أمريكي، ولد في 27 أغسطس 1976 في بيثيسدا في الولايات المتحدة.